# Res Gestae Divi Augusti

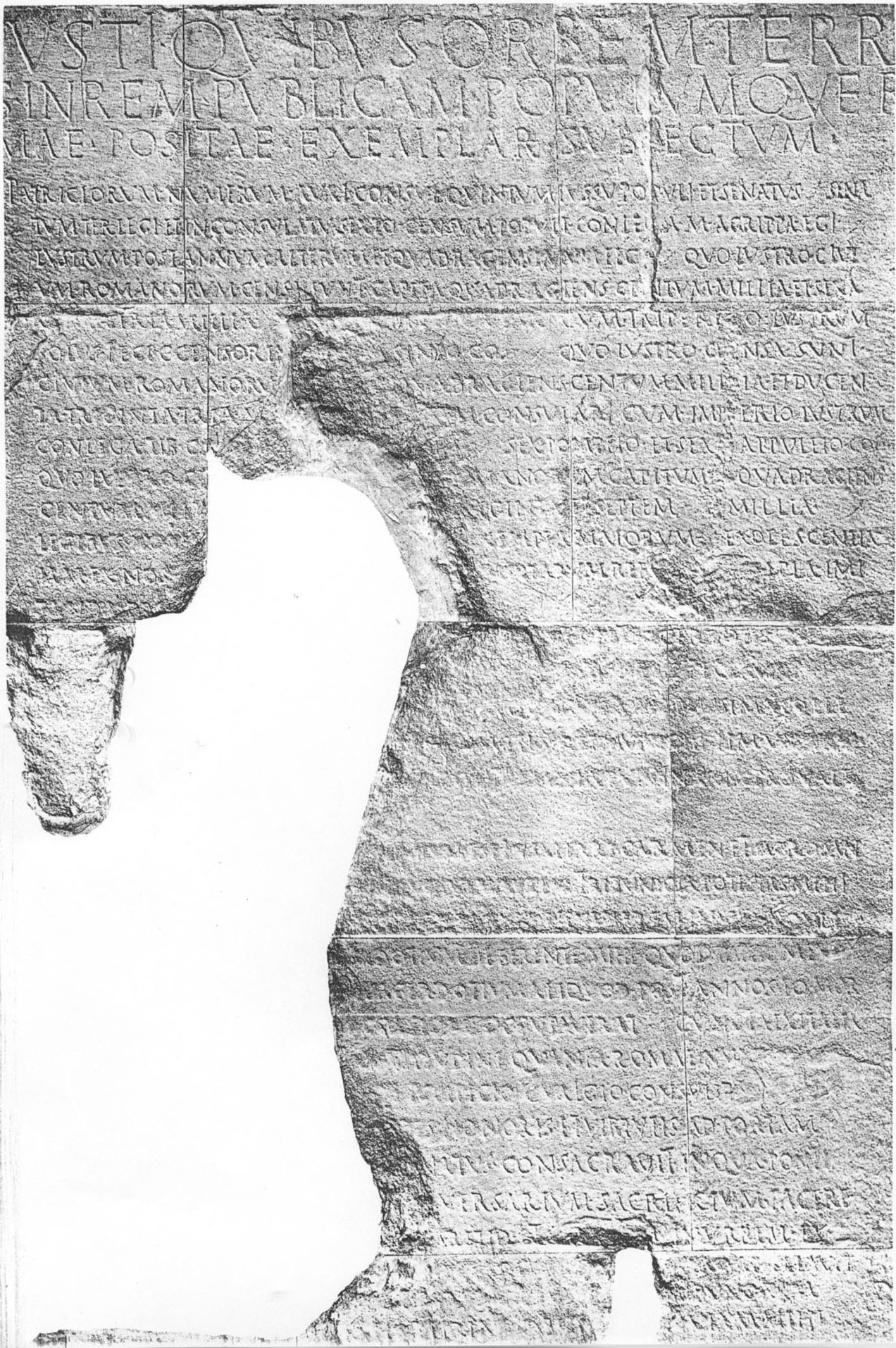
Részlet a Res Gestae Divi Augustiból

Augustus császár által megfogalmazott szöveg (Kr.u. I. század), melyben Augustus maga számol be tetteiről. Az eredeti felirat Rómában az Augustus-mauzóleumában volt megtalálható, négy bronztáblára vésve. Ez a felirat elveszett, viszont minden nagyobb városba küldtek róla másolatot. A legteljesebb feliratot Verancsics Antal, I. Ferdinánd követe találta meg, aki 1555 és 1557 között követségben járt I. Szulejmán szultánnál, a mai Ankara területén. A felirat egy ház falába befalazott kövön volt látható. Verancsics titkára, Belsius János innen másolta le a szöveget. A szöveget – a megtalálás helyére utalva – Monumentum Ancyranum néven is ismerik. Első magyar fordítója Borzsák István volt.
Az Ankarában megtalált kő eredetileg a Róma istennőnek és Augustus császárnak emelt templomban volt látható. A szöveg első része, a 2-14. caputok Augustus politikai karrierjét, az általa viselt tisztségeket és az általa elnyert kitüntetéseket mutatják be. A 15-24. fejezetek Augustus belpolitikai tetteit: földosztását, a lustrumait, az általa szervezett gladiátori játékokat ismertetik. A 25-33. caputok katonai sikereit és szövetségkötéseit mutatják be, kiemelve, hogy mennyire tolta ki a Római Impérium határait – ennek kapcsán szó van pannóniai hódításokról is:
A pannoniai törzseket, amelyeket az én principatusom előtt (ante me principem) a római nép hadserege sohasem közelített meg, Tiberius Nero révén, aki akkor mostoha fiam és legatusom volt, legyőztem, a római nép hatalma alá vetettem, és Illyricum határait előbbrevittem egészen a Danuvius folyó partjáig. Az a dák sereg, amely az innenső partra átkelt, az én legfőbb vezérletem alatt teljes vereséget szenvedett, majd az én seregem kelt át a Danuvius túlsó partjára és a dák törzseket a római nép fennhatóságának vállalására kényszerítette.
Az utolsó két fejezet beszámol arról, hogy a római nép hálából Augustus címmel ruházta föl a princepset. A szöveghez tartozik egy függelék is, mely arról számol be, hogy milyen épületeket újíttatott fel Augustus, illetve, hogy mennyit adományozott a közügyekre Augustus a saját vagyonából. A Res gestae Augustus politikai végrendelete, az utána jövő princepsek számára szóló útmutatás volt, hogy milyen politikát folytassanak.